# Ah! ça ira
Ah! ça ira, ça ira, ça ira (franc. powiedzie się, pójdzie) – najsłynniejsza i najbardziej popularna pieśń rewolucji francuskiej aż do powstania Marsylianki, nieoficjalny hymn rewolucyjnej Francji. Została napisana w maju 1790 roku przez nieznanego z imienia żołnierza Ladré. Wykorzystał on ulubioną arię Marii Antoniny (autorstwa kompozytora de Bécourta).
Prawdopodobnie refren „ça ira” był nawiązaniem do słów Benjamina Franklina, wypowiedzianych w Paryżu 22 grudnia 1776 roku, kiedy to na pytanie o szanse zwycięstwa rewolucji amerykańskiej miał odpowiedzieć łamaną francuszczyzną: ça ira, ça ira  – powiedzie się.